# Jehoschua Rabinowitz

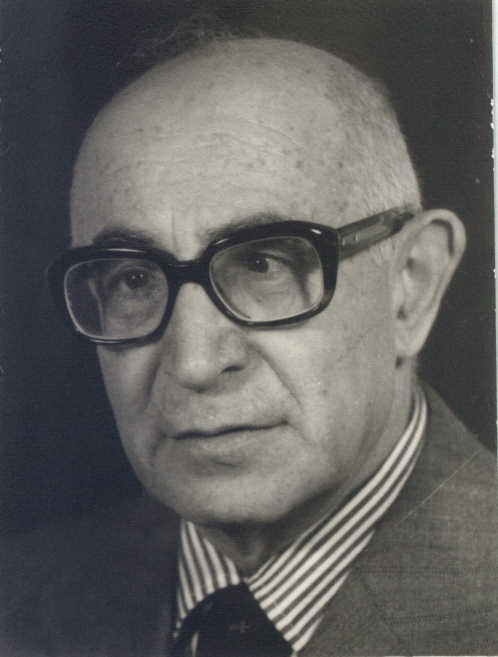
Jehoschua Rabinowitz

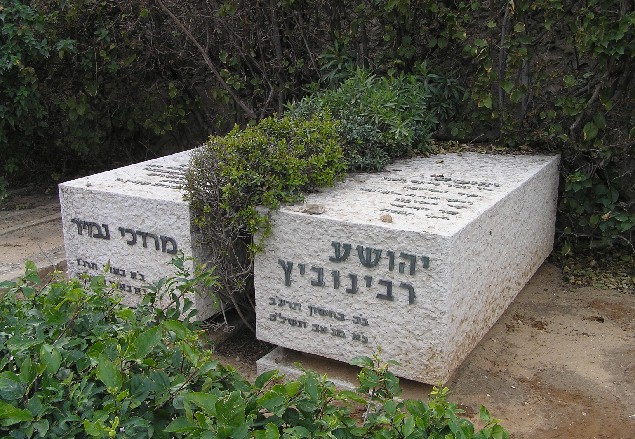
Grabsteine der Bürgermeister von Tel Aviv, Mordechai Namir und Jehoschua Rabinovitz

Jehoschua Rabinowitz (hebräisch יְהוֹשֻׁעַ רָבִּינוֹבִיץ, * 12. November 1911 in Wischnewo, Russisches Kaiserreich; † 14. August 1979 in Jerusalem) war ein israelischer Politiker der Awoda und Minister.

## Leben
Nach dem Schulbesuch und dem Besuch des Lehrerseminars von Vilnius war er als Lehrer und Rektor in Polen tätig sowie aktives Mitglied der He-Chaluz-Bewegung. 1934 siedelte er nach Palästina über und war dort Mitarbeiter der Kooperative „Maschbir la-Zarchan“. Zugleich absolvierte er ein Studium der Wirtschaftswissenschaften und der Rechtswissenschaften in Tel Aviv. Als Mitglied des Direktoriums der Union der Konsumgenossenschaften war er einer der Führer dieser Bewegung sowie zugleich aktives Mitglied der Hagana.
Nach der Gründung des Staates Israel wurde er 1955 Mitglied des Stadtrates von Tel Aviv und im Anschluss von 1959 bis 1969 Vizebürgermeister sowie Kämmerer der Stadt. 1969 wurde er dann als Nachfolger von Mordechai Namir schließlich selbst Bürgermeister von Tel Aviv.
Im Anschluss daran war er in der letzten Regierung von Ministerpräsidentin Golda Meïr vom 10. März bis zum 3. Juni 1974 Wohnungsbauminister. Im anschließenden Kabinett von Ministerpräsident Jitzchak Rabin war er bis zum 20. Juni 1977 Finanzminister. Vom 13. Juni 1977 bis zu seinem Tod war er Abgeordneter der Knesset, wo er die Interessen der Awoda vertrat und Mitglied des Finanzausschusses war. Nach seinem Tod rückte Esther Herlitz für ihn in die Knesset nach.